# Psychotria gentryi
Psychotria gentryi är en måreväxtart som först beskrevs av John Duncan Dwyer, och fick sitt nu gällande namn av Charlotte M. Taylor. Psychotria gentryi ingår i släktet Psychotria och familjen måreväxter. Inga underarter finns listade i Catalogue of Life.